# 木工寮
木工寮（もくりょう）は、律令制において宮内省に属する機関。和名はコダクミノツカサ（古多久美乃豆加佐）。
主に造営、および材木採集を掌り各職工を支配する役所である。

## 職掌
古代のヤマト王権（大和朝廷）の造営事業は猪名部などの特定氏族が関わってきたと考えられているが、仏教伝来とともに寺院建築などの高度な技術が必要になると古くからの部民制では対応できなくなり、百済や中国大陸からの渡来系建築技術者が登用されるなどの変化が見られ流動的な要素を見せた。木工寮は天皇のために必要な建築土木や木器製作だけではなく、こうした事業に必要となる（伴部である工部の出身母体となる）木工の監督機関としての性格を有していたとみられている。
木工寮は宮廷の建築・土木・修理を一手にひきうけた。具体的には宮殿の建築・修理、京内の公共施設の修理、木器などの木製品の製作などである。また、こうした事業に必要な労働力と資財の調達、予算の立案なども木工寮の業務であった。
そのため非常に多忙であり多くの工員・力役者が付属した。それでも業務が繁雑で滞りをみせたため、弘仁9年（818年）には宮殿関係の業務を新設の修理職へ、同時期に京内の土木工事を新設の修理坊城使にそれぞれ移譲した。その後もたびたび業務の改廃を繰り返した。
なお、新たに京を造営する際は、京の造成を造京司が、宮殿の造営を造宮職（造宮省）が、寺院の建築は各造寺司と、令外官司がそれぞれ管轄しており、諸官庁の庁舎などは木工寮の指揮で建設された。このうち造宮省・造東大寺司は奈良時代を通じておかれていた。他の現業官司とちがい、工事の主任である伴部の工部は世襲ではなく能力に応じて登用され、また主に飛騨国から徴発される匠丁（飛騨工）が付属していた。大同3年（808年）に鍛冶司を併合し付属していた鍛冶戸を木工寮へ移管したが消滅した。

## 職員
- 頭（従五位上）
- 助（正六位下）
- 大允（正七位下）　少允（従七位上）
- 大属（従八位上）　少属（従八位下）

- 算師　新設・工事に必要な計算を行う
- 工部　工事を主任する伴部

- 大工　新設・工事の指揮
- 少工　新設・工事の指揮
- 長上工　新設
- 番上工　新設
- 飛騨工

- 史生　新設
- 寮掌　新設
- 使部
- 直丁
- 駆使丁　多大な人員を必要とするため諸官庁に配分した残りを全て配属させた

### 任官者一覧

#### 木工頭
| 氏名   | 在任期間                                  | 備考                    |
| ------ | ----------------------------------------- | ----------------------- |
| 源直   | 貞観9年2月11日（867年3月20日） - ?        | 正五位下 のち参議       |
| 紀貫之 | 天慶8年3月28日 - 5月18日（945年6月30日）? | 正五位上権頭 在職中卒去 |

#### 武家官位としての木工頭
- 石田正澄
- 大久保忠朝